# Горохова попелиця
Горохова попелиця (Acyrthosiphon pisum) — вид роду Acyrthosiphon родини  справжніх попелиць (Aphididae).

## Опис
Цей вид годується на рослинах родини  бобових (Fabaceae'), може поширювати віруси рослин.
З яєць, що перезимували в землі, навесні виводяться  німфи. Після чотирьох линьок комахи досягають статевої зрілості і приступають до партеногенезу. Кожна самка протягом життя народжує близько 100 дочок, які також розмножуються партеногенетично. Коли колонія стає перенаселеною та якість їжі знижується, німфи розвиваються в крилатих імаго і перелітають на інші рослини. Восени народжуються самці, після спаровування з якими самки відкладають яйця.

## Підвиди
- A. pisum pisumтиповий
- A. pisum ononis Koch, 1855
- ?A. pisum spartii Koch, 1855
- ?A. pisum destructor Johnson, 1900

## Горохова попелиця— справжній суперорганізм
Геном попелиці складається з 525 млн пар основ і 34000 генів в 2n = 8 хромосомах.
Це єдина відома тварина, що здатна синтезувати каротиноїди (3', 4'-didehydro-β, γ-carotene). Ген, відповідальний за виробництво каротиноїдів, дістався попелиці шляхом  горизонтального переносу генів від грибка, що живе на тих же рослинах.
Як і у всіх представників родини Aphididae, в тілі горохової попелиці містяться бактерії — ендосімбіонти Buchnera aphidicola і Regiella insecticola, які забезпечують комаху  амінокислотами і передаються від матері дітям.
Крім того, в горохової попелиці зустрічається бактерія Hamiltonella defensa, яка заражена особливим фагом, який в свою чергу виробляє токсини, нешкідливі для попелиці, але смертельні для наїзника Aphidius ervi, що паразитує на цій попелиці. Попелиця навіть містить особливий тип клітин для життя цих бактерій. Якщо багато поколінь попелиці не зустрічаються з цими осами, то «виліковуються» від вірусу і стають сприйнятливими до личинок ос.

## Щодо фототрофності
Французькі учені встановили, що комахи, яких вирощують при різній температурі навколишнього середовища, набувають різне забарвлення. Це, за словами авторів, відбувається за допомогою епігенетичних механізмів — внесення зміни не в саму ДНК, а в спосіб її прочитання. Як би там не було, ті тварини, яких вирощували при 8 оЦельсія, ставали зеленими, а ті, що росли при 22о — помаранчевими. Була ще група просто блідих комах, які жили в умовах підвищеної скупченості і нестачі ресурсів. Зелені попелиці містили найбільшу кількість каротиноїдів серед усіх побратимів.
Так от, виявилося, що якщо тлю після ув'язнення в темряві винести на світло, в її тілі істотно підвищується концентрація АТФ — енергетичної валюти всякої клітини. Причому у зеленій попелиці енергетична підзарядка відбувається істотно швидше, ніж у помаранчевій. У блідих комах, позбавлених усяких пігментів, зрозуміло, різниці в запасах АТФ в темряві і на світлі не спостерігалося. Крім того, пігмент виявився розподілений безпосередньо під поверхнею кутикули комахи, там, де найбільше проникнення сонячних променів.
Виходить, попелиці таки навчилися видобувати енергію сонця? Та ще й обігнали в цьому фахівців — рослини, так як при цьому зовсім обходяться без хлоропластів і хлорофілу, а використовують для цього звичайні каротиноїди, синтезовані 7 вкраденими у грибів генами?
До честі авторів, які описали це явище, можливість фототрофії у попелиць вони тільки припускають як гіпотезу, а не вважають її доведеною. Залишається низка запитань. По-перше, незрозуміло, як саме передається електронне збудження, яке накопичується каротином. Автори вважають, що збуджені електрони передаються на АТФ-синтазу, але ніяких доказів цьому поки немає. По-друге, не зрозуміло, які гени беруть участь в процесі. По-третє, не показано, у яких саме клітинах зростає вміст АТФ — в тих же, що містять каротиноїди чи ні. По-четверте, не показано — спостережувані зміни відбуваються в клітинах попелиці або всередині її численних, як ми бачили, ендосімбіонтів?